# Stock (мотоцикл)
Stock — це німецька марка мотоциклів, заснована в Берліні, яка з'явилась після Першої світової війни, і спеціалізувалася на двотактних двигунах. Компанія спеціалізувалася на виробництві легких мотоциклів і здобула популярність завдяки своїм інноваційним рішенням. Історія цієї компанії починається у 1924 році, коли за ліцензією невеликої американської марки Evans розпочалося виробництво дешевого мотоцикла з двотактним двигуном. Дуже популярний і доступний, він випускався до 1933 року та поширювався в багатьох країнах Європи.

## Історія марки
У 1922 році берлінська компанія з виробництва моторних плугів Stock Motorpflug AG, заснована Робертом Стоком, вирішила розширити свою виробничу програму, включивши в неї мотоцикли. Компанія увійшла у світ мотоциклів у 1924 році, коли її придбав єврейський промисловець на ім’я Річард Кан, який проживав у Німеччині з 1916 року, де він уже володів кількома заводами. Згодом було утворено окрему компанію Stock Motorrad AG, яка пізніше увійшла до складу концерну Kahn. Останнім виробником був мотоциклетний відділ Schnellpressen AG (нині Heidelberger Druckmaschinen) у Гейдельберзі. Виробництво мотоциклів тривало з 1924 по 1933 рік. 
В тогочасній Німеччині, придбання автомобіля чи навіь мотоцикла було недоступно багатьом людям, але попит на нові види транспорту зростали. Кан, прагнучи виробляти доступні мотоцикли для мас, щоб задовольнити зростаючу потребу населення в мобільності, вирішив придбати патент на 119-кубовий двотактний моторизований велосипед у нещодавно збанкрутілого американського підприємця Еванса. Ця модель, відома як «Evans Power Cycle», після адаптації в Німеччині отримала назву «Stock». Виробництво цієї версії продовжувалося до 1933 року під ліцензією Evans. На відміну від багатьох інших виробників, які випускали різноманітні моделі та типи мотоциклів, Stock Motorrad A.G. спеціалізувався на одному продукті – легкому мотоциклі. У цій ніші компанія стала однією з найважливіших не тільки в Німеччині, але й у всьому світі. Це підтверджувалося не лише тим, що щомісяця виготовлялись тисячі одиниць, але й високою якістю та економічністю продукції. Стандартна модель компанії – це єдиний німецький мотоцикл, який міг конкурувати з закордонними аналогами за ціною. Завод у Берліні, де виробляли ці транспортні засоби, працював за американськими технологіями, зокрема, використовуючи конвеєрне складання, що зробило відомими підприємства Форда.

Модель R119 встановила кілька світових рекордів.  У 1927 році Ганні Келер на мотоциклі Stock R119 встановила світовий рекорд в 24-годинних гонках у категорії A — до 125 см³.

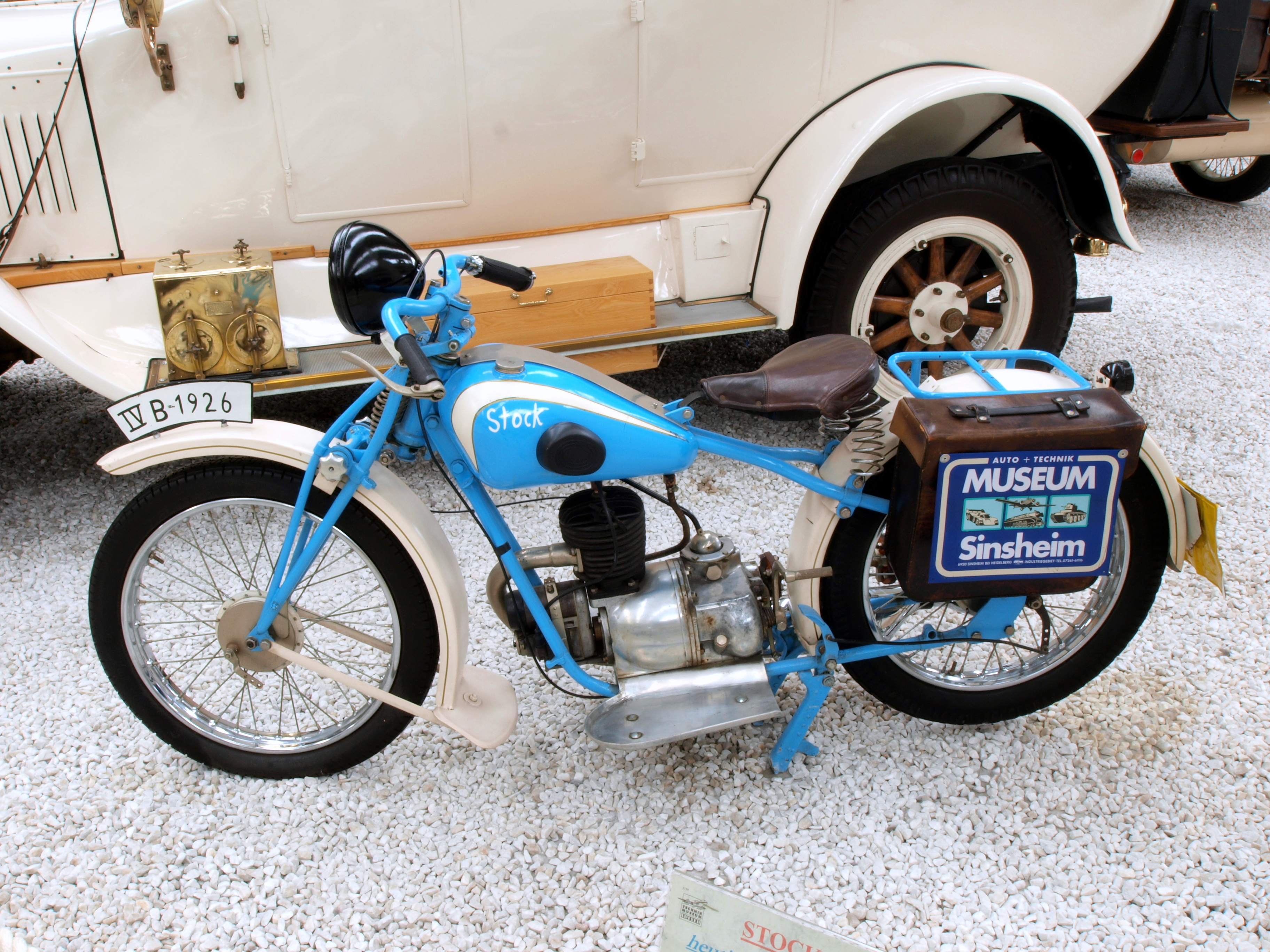
Мотоцикл Stock 1926 року

До 1928 року Stock продовжував робит копії Evans, але після успішної співпраці з інженером-механіком Йозефом Гойсом, що працював на компанію Kahn з того року, мотоцикл зазнав значної модернізації. Це вже була власна розробка Stock, з підвищеною потужністю двигуна з 2 до 3 к.с. і заміною ланцюгової передачі на карданний вал. Модель R119 випускалась до кінця 1920-х років.
Наступного ж, 1929 року, інженер Гойс представив абсолютно новий 197-кубовий мотоцикл з трьома швидкостями і потужністю 6 кінських сил, що виходив під назвою Stock Kardan. Це були прекрасні елегантні машини, які вже мали підсвічений спідометр та годинник, вбудований у передню фару. Така розкіш була незвичною в ті часи, коли навіть автомобілі середнього класу не включали годинник на панелі приладів. Трансмісія повністю здійснювалася через карданний вал, звідки і взялась назва Kardan.
На початку 1930-х років виробництво було перенесено на інше підприємство групи Kahn на заводі Schnellpressenfabrik у Гейдельберзі. Хоча Schnellpressenfabrik мала великі надії на успіх продажів нової моделі, криза вже охопила ринок, і багато брендів були змушені або закриватися, або об'єднуватися з іншими, щоб уникнути банкрутства, як це сталося з D-Rad, NSU, DKW, Wanderer, Horch та іншими.
Більше, ніж фінансова криза, яка охопила Німеччину в 1930-х роках, саме антисемітизм став причиною закриття компанії. У часи, коли переслідування євреїв були поширеними, Кан змушений був залишити бізнес у Німеччині у 1931 році. Однак після приходу до влади нацистів, діяльність марки припинилася в 1933 році, завод закрили та конфіскували наприкінці того року після того, як Deutsche Bank оголосив його неплатоспроможним. Власник компанії, група Kahn, став жертвою арійської політики нових господарів Рейху.

## Виробництво мотоциклів

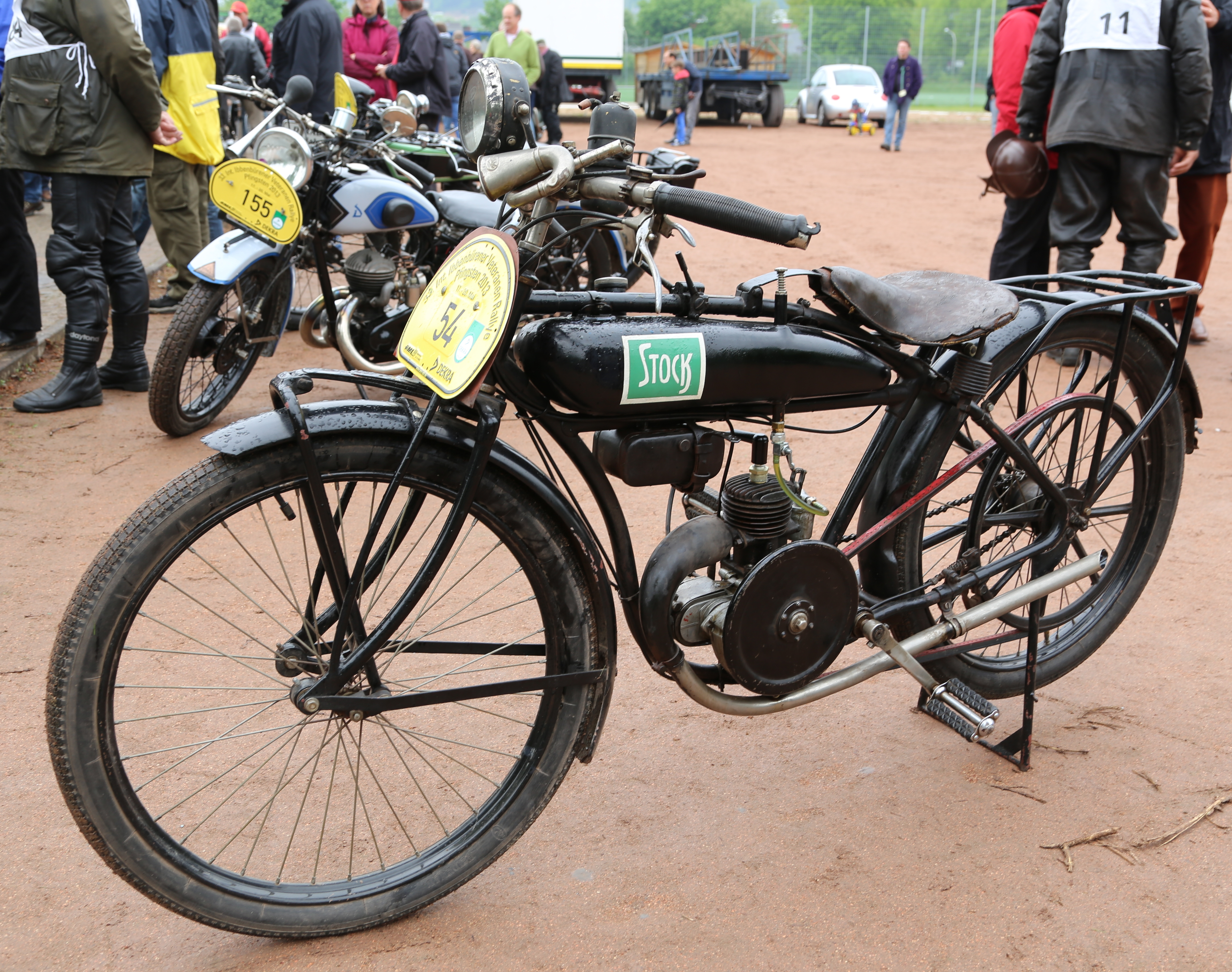
Мотоцикл Stock R119 1924 року

Перша модель мала двигун з робочим об'ємом 119 кубів. Основою став мотоцикл Evans американського виробника Cyclemotor Corporation з Рочестера, штат Нью-Йорк.  Модель була названа Stock R119 і почала виходити у 1924 році. Мотоцикл був оснащений одноциліндровим двигуном з повітряним охолодженням об'ємом 119 см³ (55 x 50 мм), який розвивав потужність 2 к.с. при 3000 об/хв. Система запалювання використовувала magneto Méa, а змащення відбувалося через паливну суміш. Запуск здійснювався за допомогою педалювання. Задня втулка мала дві передачі та зчеплення Fichtel & Sachs, а передача потужності відбувалася через ремінь. Рама була простою, з однією трубою. Передня підвіска мала ведуче колесо з шатунною конструкцією та листовими ресорами. Мотоцикл був обладнаний шинами розміром 660 x 51 мм, важив 48 кг і міг розвивати максимальну швидкість 70 км/год.
Інженер на ім'я Гойс розробив власні двигуни, які почали використовувати з 1929 року. Це були двотактні двигуни з робочим об'ємом 173 см³, 198 см³, 246 см³ і 298 см³. Всі вони мали блочну конструкцію, а передача потужності на заднє колесо здійснювалася через карданний вал.  Через це нова модель мотоциклу отримала назву "Stock Kardan".

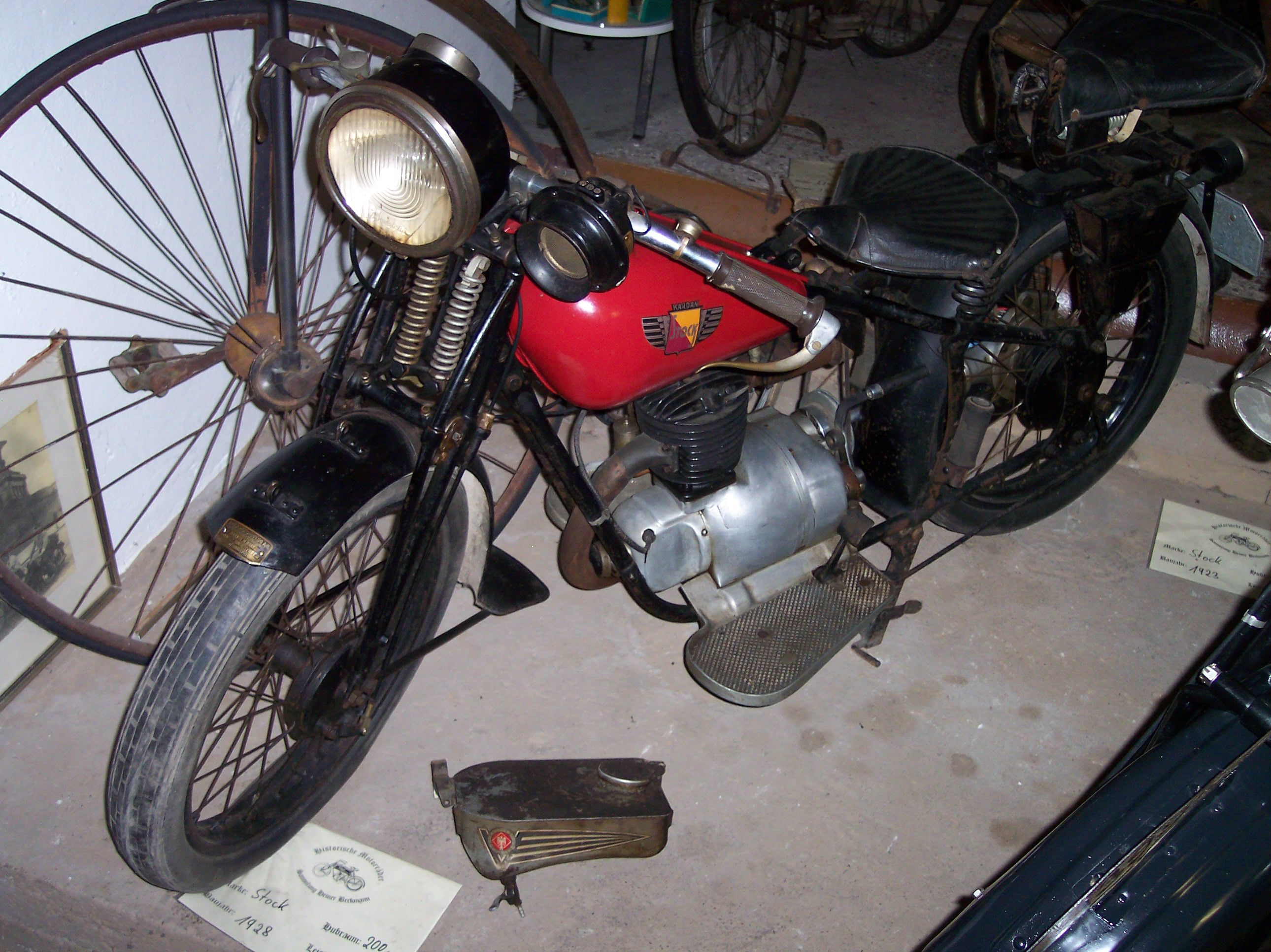
Stock Kardan об'ємом 200 см³

Спершу була реалізована модель об'ємом 200 см³. Пізніше, у 1931 році, вона отримала назву "Kardan-Stock-Tourenmodell", туристична модель Stock Kardan. Мотоцикл був оснащений одноциліндровим двотактним двигуном потужністю 6,5 кінських сил, з боковим карбюратором і змащенням сумішшю. Він мав триступеневу коробку передач, управління якою здійснювалося за допомогою важеля, а запуск здійснювався ножним стартером. Рух передавався через вал, а конструкція мотоцикла базувалася на подвійній трубчастій рамі. Передня вилка була паралелограмного типу з двома пружинами, а гальма — барабанні. Шини 19''. Мотоцикл важив 95 кг і розвивав максимальну швидкість до 95 км/год.  Ціна становила 780 рейхсмарок.
Була представлена інша модель з таким самим об'ємом у 200 см³ - "Kardan-Stock-Sport". Окрім численних технічних переваг, таких як блоковий двигун, карданний привід, трирівнева коробка передач, кулькові підшипники тощо, модель мала спортивний вигляд з особливо загартованими спортивними клапанами, що регулювалися. Серед інших особливостей – регульовані підніжки, популярне сідло з пружинами та спортивний тримач для коліна. Окремо можна відзначити приладову панель зі спідометром і тахометром, останній був вбудований у бак. Важливою була коробка передач, яка, зокрема, дозволяла швидко перемикатися без натискання зчеплення, що робила цю спортивну машину надзвичайно привабливою для водіїв, які бажали використовувати її як у спортивних змаганнях, так і в повсякденному використанні. Коштувала ця модель 960 рейхсмарок.
Пізніше було створено більше варіантів цієї моделі, один з 250 см³, який призначався для експорту, а інший 300 см³.  Згодом, мотоцикл на 300 см³ почав називатися "Великий Stock Kardan, тип GR 300" ("Der große Kardan-Stock, Type GR 300"). Він був оснащений блоковим двигуном потужністю 10 кінських сил зі знімними алюмінієвими головками циліндрів і карданним приводом. Він мав трирівневу коробку передач, кулькові підшипники, стартер з кік-стартером та регульоване кермо, яке можна повертати. Мотоцикл був обладнаний спортивною вилкою, низькопрофільними крилами, сидінням зі змінною підвіскою та регульованими гумовими тримачами для колін. Крім того, модель мала дві вихлопні труби, електричне освітлення, електричний гудок, а також освітлену панель приладів зі спідометром і годинником. Ціна становила 1045 рейхсмарок.